# Abram Moissejewitsch Deborin
Abram Moissejewitsch Deborin (auch A. Mojsejewitsch Deborin, russisch Абрам Моисеевич Деборин; * 4. Junijul. / 16. Juni 1881greg. in Kowno, Litauen; † 8. März 1963 in Moskau, ursprünglicher Familienname Joffe) war ein sowjetischer Philosoph und Schriftsteller. In den Jahren von 1925 bis 1930 gehörte er zu den führenden marxistischen Philosophen in der UdSSR.

## Leben
Deborin wurde in einer mittellosen jüdischen Familie in Kowno geboren und erlernte in seiner Jugend das Klempnerhandwerk. Mit 16 Jahren wurde er Mitglied illegaler marxistischer Kreise. 1903 ging er ins Exil und absolvierte ein Studium an der Philosophischen Fakultät der Universität Bern, wo er sich mit Georgi Plechanow befreundete. 1908 kehrte er nach Russland zurück. 1928 wurde er Mitglied der Bolschewiki in der Kommunistischen Partei der Sowjetunion. Zuvor hatte er sich erst den Menschewiki angenähert, danach war er jahrelang parteiunabhängig. Deborin hielt Vorlesungen an der Kommunistischen Akademie sowie am sogenannten Institut der Roten Professoren.
1924 übte er Kritik an Georg Lukács’ Geschichte und Klassenbewußtsein.
Sein 1907 verfasstes, aber erst 1915 in russischer Sprache veröffentlichtes Werk Einführung in die Philosophie des dialektischen Materialismus gehörte laut Leszek Kołakowski zum Kanon der Philosophie in Russland. Ab 1926 war Deborin Chefredakteur der monatlich erscheinenden Zeitschrift Unter dem Banner des Marxismus (Pod snamenem marksisma). In dieser Funktion nahm er im Kampf der Dialektiker gegen die Mechanizisten, der in der sowjetischen Philosophie ausgetragen wurde, eine dominierende Stellung ein und hatte maßgeblichen Anteil am Sieg der Dialektiker.
1931 fielen er und seine Anhänger, die sogenannten Deboristen, bei Stalin in Ungnade und Deborin wurde von dem Posten des Chefredakteurs entfernt. Allerdings fiel er nicht den stalinistischen Säuberungen zum Opfer und konnte weiterhin zahlreiche Artikel veröffentlichen. Sein philosophischer Kreis wurde aber zerstört und viele seiner Studenten kritisiert als Deviationisten, einige wurden verhaftet und verschwanden. Deborin weigerte sich trotz erheblichen Drucks standhaft sie zu denunzieren.
In der Regierungszeit von Chruschtschow bemühte sich Deborin um die Rehabilitierung von Kollegen, die unter Stalin in Ungnade gefallen und umgebracht worden waren.
Seit 1929 war er Mitglied der Akademie der Wissenschaften der UdSSR.

## Quelle
- Leszek Kołakowski: Die Hauptströmungen des Marxismus – Entstehung, Entwicklung, Zerfall Band 3. S. 77–90.

## Werke
- A. M. Deborin: Lenin, der kämpfende Materialist. Makol-Verlag, Frankfurt am Main 1971.
- A. M. Deborin, N. I. Bucharin: Kontroversen über dialektischen und mechanistischen Materialismus. Suhrkamp, Frankfurt am Main 1969.
- A. M. Deborin: Lukács und seine Kritik des Marxismus in: Arbeiterliteratur, Wien 1924, Heft 10, S. 91–116
- A. M. Deborin: Lenin über Dialektik in: Unter dem Banner des Marxismus, Wien / Berlin / Moskau / Leningrad, Band 1, Jg. 1925/26, Heft 2, S. 403–411